# Dry (álbum)
Dry —en españolː Seco— es el primer álbum de estudio de la cantante y compositora inglesa PJ Harvey, publicado en el Reino Unido por el sello independiente Too Pure el 30 de marzo de 1992, y precedido por los sencillos «Dress» y «Sheela-Na-Gig». Posteriormente fue editado a través de Indigo Records en Estados Unidos y distribuido bajo el sello Island.
El álbum fue elogiado por la crítica especializada, y gracias a él Harvey fue elegida por la revista Rolling Stone como compositora del año y mejor nueva intérprete femenina.
Hasta 2005, según Nielsen SoundScan, Dry había vendido 175.000 copias en Estados Unidos, y en 2013 apareció en la posición 70 en la lista de Rolling Stone de los 100 mejores álbumes de debut de todos los tiempos y número 151 en la lista de los «500 mejores álbumes de todos los tiempos» de NME, además de ser incluido en el libro 1001 álbumes que hay que escuchar antes de morir.

## Historia
En enero de 1991 y tras abandonar Automatic Dlamini, Harvey reclutó a sus excompañeros de agrupación Rob Ellis e Ian Oliver. Harvey decidió llamar a la banda PJ Harvey Trio, para así poder continuar como solista. La banda estaba compuesta por Harvey en voz y guitarra, Ellis en batería y voces de acompañamiento y Oliver en el bajo. Poco después Oliver volvió con Automatic Dlamini y fue reemplazado por Steve Vaughan. Se presentaron por primera vez en abril de 1991 en un callejón en el Charmouth Village Hall frente a unas 50 personas, pero solo durante la primera canción se había marchado casi todo el público.
Durante junio de 1991, se trasladó a Londres para estudiar escultura en el Central Saint Martins College of Art & Design, todavía indecisa en cuanto al futuro de su carrera. Durante dicho período grabó junto a la banda una serie de demos que enviaron a diferente compañías discográficas. En octubre de 1991 el sello independiente Too Pure decidió publicar «Dress», el primer sencillo de Harvey, más tarde reclutándola de manera definitiva para la grabación de lo que sería Dry. «Dress» recibió elogios de la crítica en su lanzamiento, llegando a ser elegido como la canción de la semana en Melody Maker por el crítico John Peel. Sin embargo, Too Pure promocionó de manera deficiente el sencillo y los críticos afirman que Melody Maker tuvo más responsabilidad en el éxito de dicho sencillo que Too Pure Records. Una semana después de su lanzamiento, la banda grabó una sesión de radio en vivo para Peel en la BBC Radio 1 el 29 de octubre con los temas «Oh, My Lover», «Victory», «Sheela-Na-Gig» y «Water». En 2006, dichas versiones de esas canciones fueron incluidas en el álbum compilatorio de Harvey The Peel Sessions 1991 - 2004.

### Grabación y lanzamiento
Dry fue grabado desde septiembre a diciembre de 1991 en The Icehouse Studio, Yeovil, Reino Unido. Durante febrero de 1992 se publicó el segundo sencillo, «Sheela-Na-Gig», que alcanzó la posición 69 en la lista de sencillos del Reino Unido y el 30 de marzo de ese año Dry finalmente fue lanzado, debutando en la posición número once en la lista de álbumes del Reino Unido, manteniéndose en dicha lista durante 5 semanas. Los primeros 5000 LP y 1000 CD incluyeron como bonus track los demos de las canciones. A pesar del éxito de Dry por parte de la crítica en los Estados Unidos, el álbum no entró en ninguna de los principales listados de Billboard, sin embargo «Sheela-Na-Gig» alcanzó el número 9 en el Billboard Modern Rock Tracks durante septiembre de 1992.
En 2005 fue certificado con el disco de plata por la Industria Fonográfica Británica, tras vender más de 60,000 copias, y para diciembre de ese mismo año Según Nielsen SoundScan, había vendido 176.000 copias en los EE. UU.

## Recepción de la crítica
Tras su publicación, Dry recibió varios elogios por parte de la crítica especializada. Andrew Collins de NME le dio una calificación 9 de 10, llamándolo «una colección de poemas de guitarra inteligentes, repetitivos y bajos» añadiendo que «Polly arrastra estos sonidos del pozo de su alma disecada y los arrastra fuera de su boca con los puños»". El crítico de Chicago Tribune, Greg Kot, se refirió a Dry como «irregular, lacerante y sexy de una manera desorientadora» y comparó el álbum con Broken English de Marianne Faithfull y Horses de Patti Smith. Kot concedió el álbum de tres y media de cuatro estrellas, afirmando del PJ Harvey Trio «la mejor banda fuera del Reino Unido en este momento no es como un clon de guitarra de My Bloody Valentine». Billy Wyman de Entertainment Weekly lo describió como un «retrato abrasador del lado oscuro de la psique femenina» y «un trabajo inflexible de estimulante, cauterizando la belleza», otorgándole una calificación A+. Robert Hilburn de Los Angeles Times le concedió calificación de tres y media de cuatro estrellas, añadiendo que «es una tarjeta de presentación seductora que señala la llegada de un nuevo artista extraordinario». Robert Christgau en su columna de The Village Voice, lo describió como una «distinción feminista nebulosa pero esencial»", mientras que Rockdelux lo describió como «un extraordinario debut».
Las reseñas en retrospectiva en general han sido positivas. El editor de AllMusic, Stephen Thomas Erlewine, lo resumió como «una colección contundente de canciones brutalmente emotivas, destacadas por las hábiles letras de Harvey y su voz asombrosa, así como el sonido muscular de su banda». Escribiendo para Pitchfork, Laura Snapes dijo que Dry «es un volcán y que la tierra arrasada que lo rodea, es arrancada con guitarras corredizas y acordes que golpean como rocas caídas desde lo alto». El popular sitio español Jenesaispop le otorgó una calificación de 8,5 de 10, añadiendo que «en el año 92 no había muchas cantantes femeninas que osaran hacer ese rock, tan físico, tan apasionado, tan sexual, influenciado por el blues en su versión más desnuda y rudimentaria». La cuarta edición de The Rolling Stone Album Guide, publicada en 2004, otorgó al álbum una calificación de tres y medio de cinco estrellas. En 2016, el sitio Hipersónica alabó el álbum, dándole una calificación de 9.1 de 10, comentando que «Dry es un disco sinuoso, extraordinariamente atractivo y sexual. Descubre una PJ Harvey que llegaba con un insultante poder (...) Dry marca el inicio de una carrera que encuentra muy pocas comparaciones. Se trata del primer y sobresaliente ejemplo de lo que estaba por llegar. Poca gente alcanza discografías tan irreprochables».

### Reconocimientos
En 1992, Dry apareció en varias listas de lo mejor del año en diversas publicaciones: fue posicionado en el número 12 en la lista de Select de los mejores álbumes del año, número 18 en la lista «20 Mejores Álbumes de 1992» de Spin, y también apareció en el número 2 de «grabación de año» de la revista Q.
A partir de entonces ha aparecido en varios listados de lo mejor de todos los tiempos. Ocupó en la posición 70 en la lista de Rolling Stone de los «100 mejores álbumes de debut de todos los tiempos», número 70 en el ranking del mismo nombre de Melody Maker y número 151 en los «500 mejores álbumes de todos los tiempos» de NME. También fue incluido en el libro 1001 álbumes que hay que escuchar antes de morir.
También fue citado por Kurt Cobain de Nirvana como su decimosexto álbum preferido en una publicación póstuma.
Gracias a Dry, Rolling Stone nombró a Harvey como compositora del año y mejor nueva intérprete femenina.

## Lista de canciones
Todas las canciones han sido escritas por PJ Harvey, exceptuando las que están detalladas.

| N.º | Título               | Letras | Música            | Duración |  |
| 1.  | «Oh My Lover»        |        |                   | 3:57     |  |
| 2.  | «O Stella»           |        |                   | 2:36     |  |
| 3.  | «Dress»              |        |                   | 3:16     |  |
| 4.  | «Victory»            |        |                   | 3:16     |  |
| 5.  | «Happy and Bleeding» |        |                   | 4:50     |  |
| 6.  | «Sheela-Na-Gig»      |        |                   | 3:11     |  |
| 7.  | «Hair»               |        |                   | 3:45     |  |
| 8.  | «Joe»                | Harvey | Harvey, Rob Ellis | 2:33     |  |
| 9.  | «Plants and Rags»    | Harvey | Harvey, Ellis     | 4:09     |  |
| 10. | «Fountain»           |        |                   | 3:52     |  |
| 11. | «Water»              |        |                   | 4:32     |  |

| 1992 Limited-edition Demostration CD bonus tracks |                                           |        |               |          |  |
| N.º                                               | Título                                    | Letras | Música        | Duración |  |
| 12.                                               | «Oh My Lover» (Demo version, 1991)        |        |               | 2:30     |  |
| 13.                                               | «O Stella» (Demo version, 1991)           |        |               | 3:16     |  |
| 14.                                               | «Dress» (Demo version, 1991)              |        |               | 3:17     |  |
| 15.                                               | «Victory» (Demo version, 1991)            |        |               | 4:19     |  |
| 16.                                               | «Happy and Bleeding» (Demo version, 1991) |        |               | 4:44     |  |
| 17.                                               | «Sheela-Na-Gig» (Demo version, 1991)      |        |               | 3:15     |  |
| 18.                                               | «Hair» (Demo version, 1991)               |        |               | 3:37     |  |
| 19.                                               | «Joe» (Demo version, 1991)                | Harvey | Harvey, Ellis | 3:16     |  |
| 20.                                               | «Plants and Rags» (Demo version, 1991)    | Harvey | Harvey, Ellis | 3:32     |  |
| 21.                                               | «Fountain» (Demo version, 1991)           |        |               | 3:05     |  |
| 22.                                               | «Water» (Demo version, 1991)              |        |               | 4:32     |  |

## Créditos
Todos los créditos se han adaptado a partir de las notas de Dry.
| PJ Harvey Trio - PJ Harvey – voz, guitarra, violín - Steve Vaughan – bajo - Rob Ellis – batería, voces de acompañamiento, harmonio Músicos adicionales - Ian Olliver – bajo (pistas 3 y 5) - Ben Groenevelt – bajo doble (3) - Mike Paine – guitarra (9) - Chas Dickie – chelo (9) | Personal técnico - Head – producción, ingeniero de sonido - PJ Harvey – producción - Rob Ellis – producción, mezcla de pistas (5) - Mark Vernon – producción (3, 5) Diseño - Foothold – diseño - Maria Mochnacz – fotografías |

## Posicionamiento en las listas
| País        | Lista                        | Posición |
| ----------- | ---------------------------- | -------- |
| Australia   | Australian ARIA Albums Chart | 156      |
| Francia     | French SNEP Albums Chart     | 149      |
| Reino Unido | UK Albums (OCC)              | 11       |

| País           | Organismo certificador | Certificación | Ventas  |
| -------------- | ---------------------- | ------------- | ------- |
| Reino Unido    | BPI                    | Plata         | 60,000  |
| Estados Unidos | RIAA                   | —             | 175,000 |